# Aberdeen Donside (circonscription du Parlement écossais)
Circonscription parlementaire du Parlement écossais
La circonscription d'Aberdeen Donside est une circonscription du Parlement écossais (Holyrood) crée en 2011.

## Membre du Parlement écossais
| Élection | Membre        | Parti | Parti |
| -------- | ------------- | ----- | ----- |
| 2011     | Brian Adam    |       | SNP   |
| 2013     | Mark McDonald |       | SNP   |
| 2016     | Mark McDonald |       | SNP   |

## Résultats des deux candidats arrivés en tête
| Élection | Candidat arrivé 1er | Parti  | Parti | Score     | Candidat arrivé 2e | Parti        | Parti        | Score  |
| -------- | ------------------- | ------ | ----- | --------- | ------------------ | ------------ | ------------ | ------ |
| 2011     | Brian Adam          |        | SNP   | 55,4 %    | Barney Crockett    |              | Travailliste | 28,5 % |
| 2013     | Mark McDonald       |        | SNP   | 42,0 %    | Willie Young       | 33,3 %       | Travailliste |        |
| 2016     | Mark McDonald       | 56,0 % | SNP   | Liam Kerr |                    | Conservateur | 18,4 %       |        |